# Zapp III
Albums de Zapp
Zapp II
(1980) The New Zapp IV U
(1985)
Singles
1. I Can Make You Dance
Sortie : 1983
2. Heartbreaker
Sortie : 1983
3. Spend My Whole Life
Sortie : 1984

Zapp III est le troisième album studio de Zapp, sorti le 25 juillet 1983.
L'album s'est classé 9e au Top R&B/Hip-Hop Albums et 39e au Billboard 200.

## Liste des titres
| No | Titre                | Durée |
| -- | -------------------- | ----- |
| 1. | Heartbreaker         | 7:30  |
| 2. | I Can Make You Dance | 9:01  |
| 3. | Play Some Blues      | 5:45  |
| 4. | Spend My Whole Life  | 4:07  |
| 5. | We Need the Buck     | 5:43  |
| 6. | Tut-Tut (Jazz)       | 5:15  |
| 7. | Doo Wa Ditty (Live)  | 1:00  |